# Tugu (Trenggalek)
Tugu is een onderdistrict (kecamatan) in het regentschap Trenggalek in de Indonesische provincie Oost-Java op Java, Indonesië. Het administratief centrum is Gondang.

## Onderverdeling
Het onderdistrict Tugu is in 2010 onderverdeeld in 15 plaatsen (Desa's), die een administratieve eenheid zijn.  Binnen deze desa's liggen dorpen en gehuchten.
1. Banaran
2. Dermosari
3. Duren
4. Gading
5. Gondang
6. Jambu
7. Ngepeh
8. Nglinggis
9. Nglongsor
10. Prambon
11. Pucanganak
12. Sukorejo
13. Tegaren
14. Tumpuk
15. Winong

Bendungan · Dongko · Durenan · Gandusari · Kampak · Karangan · Munjungan · Panggul · Pogalan · Pule · Suruh · Trenggalek · Tugu · Watulimo